# Panton River
Der Panton River ist ein Fluss in der Region Kimberley im Nordosten des australischen Bundesstaates Western Australia.

## Geografie
Der Fluss entsteht östlich des Alice Hill, rund 40 Kilometer nordnordöstlich von Halls Creek am Great Northern Highway, aus dem Upper Panton River und dem Little Panton River. Er fließt nach Nordosten und mündet an der Südspitze des Purnululu-Nationalparks in den Ord River.

### Nebenflüsse mit Mündungshöhen
Er hat folgende Nebenflüsse:
- Little Panton River – 339 m
- Upper Panton River – 339 m
- Armanda River – 322 m
- Saunders Creek – 259 m
- Black Duck Creek – 223 m
- Elvire River – 209 m
- Turner River – 187 m